# Wang Zhen (Ming)
Wang Zhen (chinesisch 王振, Pinyin Wáng Zhèn; † 1449) war ein Eunuch am Hofe der Ming-Kaiser mit bedeutenden Machtbefugnissen und erheblichem Einfluss auf den Kaiser.
Wang Zhen war einer der ersten Schüler an der 1426 für die Ausbildung der Eunuchen gegründeten Palastschule. Die Eunuchen hatten unter dem Gründer der Ming-Dynastie, dem von 1368 bis 1398 herrschenden Kaiser Hongwu, ihren Einfluss auf den kaiserlichen Hof bei Androhung der Todesstrafe verloren. Die Schulgründung war ein Anzeichen für die zunehmende Bedeutung, die die Eunuchen am Kaiserhof zurückgewannen. Nach dem Abschluss seiner Ausbildung stieg Wang Zhen zu einem der drei das Hofzeremoniell leitenden Beamten auf. Als Lehrer unterrichtete er zunächst die am Hof lebenden Frauen, schließlich wurde er Erzieher des jungen Thronfolgers Zhengtong. Als dieser bereits im Alter von acht Jahren den Thron besteigen musste, war Wang Zhen der erste Eunuch, der wieder erheblichen Einfluss auf die Politik des Kaiserhofes ausübte, da er an Stelle des Kindkaisers faktisch die Regierungsgeschäfte führte.
In der Schlacht um die Festung Tumu im Jahr 1449 – in China als die Tumu-Krise, das größte Militärdebakel während der Ming-Zeit, bekannt – spielte Wang Zhen eine entscheidende Rolle. Bei diesem von ihm angeführten Feldzug, welcher der Abwehr der Mongolen (Oiraten) unter Esen Taiji dienen sollte, wurde die 500.000 Mann umfassende Armee der Chinesen von einer kleinen kriegserprobten mongolischen Kavallerieeinheit vernichtend geschlagen. Der Kaiser wurde gefangen genommen und die Mongolen stellten hohe Lösegeldforderungen. Alle hohen Beamten des zivilen und militärischen Apparats, darunter Wang Zhen, wurden hingerichtet.